# Jargon
Ne doit pas être confondu avec Aide:Jargon de Wikipédia.
En sociolinguistique, le terme jargon, emprunté au français par les linguistiques de diverses langues, désigne une variété de langue et un sociolecte. Il n’y a pas d’unanimité chez les linguistes pour le définir et le caractériser. Le seul trait commun est qu’un jargon est employé par une catégorie de locuteurs et qu'il n’est pas compris par les autres.
Ce trait caractérise également ce qu’on appelle « l'argot » en français et le slang en anglais. C’est pourquoi certains considèrent les termes « jargon », « argot » et slang comme des synonymes.

## Interprétations du terme «jargon»
Le mot « jargon » désignait à l’origine, au Moyen Âge, en France, un langage secret des malfaiteurs, et c’est leur milieu qui s’appelait « argot », on parlait donc du « jargon de l’argot ». À partir de la fin du XVIIe siècle, le terme « jargon » est peu à peu remplacé par « argot » avec le même sens.
Dans la linguistique française il y a des acceptions différentes du terme. Selon certains auteurs, par exemple Grevisse et Goosse 2007, on l’utilise dans la langue commune avec un sens péjoratif, pour un langage jugé incompréhensible. Ainsi, on parle de « jargon des philosophes », « jargon des théologiens », etc. Dans d’autres ouvrages, par exemple Turpin 2002, c’est un terme de linguistique pour nommer les langages oraux des professions, métiers et occupations. Tel serait, par exemple, le langage des mineurs ou celui des médecins. Par contre, Grevisse et Goosse 2007 se réfère aux langages des gens de certains métiers comme à des argots. Dans Dubois 2002, on trouve pour ceux-ci le terme « argot » dans un article et « jargon » dans un autre. Pour le même auteur, « jargon » a aussi le sens donné par Grevisse et Goosse 2007, ex. « jargon d’un mauvais élève », « jargon franglais », ou de langage d’un groupe utilisé pour se distinguer du commun, ex. « jargon des précieuses ».
Dans la linguistique roumaine, on trouve pour « jargon » le sens de langage spécifique pour des catégories sociales aisées et de certaines professions (médecins, avocats, etc.), utilisé par d’autres catégories sociales aussi pour se distinguer de la masse des autres locuteurs. On trouve aussi ce terme étendu à tout langage technique ayant une terminologie de spécialité, scientifique ou autre.
Dans la linguistique hongroise, « jargon » apparaît avec les sens de la linguistique roumaine, plus ce qu’on appelle « langue de bois » des politiciens. En tant que langage limité à une catégorie d’initiés, le jargon est en même temps considéré comme une variété plus large, incluant ainsi l’argot et le slang comme des types de jargons,,,.
Dans la linguistique russe, on rencontre le terme « jargon » avec des sens ci-dessus (ex. « jargon de la noblesse du XIXe siècle », « jargon des programmeurs »), ainsi que pour dénommer le langage des passe-temps (ex. « jargon des philatélistes »), mais aussi pour des langages caractérisés dans d’autres linguistiques comme des argots ou des slangs, ex. « jargon de la jeunesse », « jargon des militaires ».
Dans la linguistique de langue anglaise, on trouve le terme jargon avec le sens de langage de spécialité inaccessible aux non spécialistes, utilisé dans les technologies et les sciences. On parle de jargon des linguistes, de l’informatique, de la publicité, des fermiers, etc.

## Exemples de jargons
Certains jargons étaient ceux de catégories de l’élite, par exemple le langage des « précieuses », aristocrates françaises du XVIIe siècle. C’était l’époque où on établissait les normes de la langue littéraire française classique, qui prescrivaient, entre autres, la « noblesse du style », entendue aussi comme utilisation d’un vocabulaire « noble », différent de celui de la langue des catégories sociales situées sous le niveau de la noblesse. Les précieuses créaient des néologismes et des périphrases pour remplacer certains mots communs, telles les écluses du cerveau « nez », les coussinets d’amour « seins », le conseiller des grâces « miroir », l’affronteur des temps « chapeau », qui ne sont pas sorties de leur cercle. Néanmoins, c’est du jargon des précieuses que proviennent des mots du français courant actuel comme féliciter, s’enthousiasmer, bravoure, anonyme, incontestable, pommade.
Dans d’autres langues, le jargon de certaines catégories de l’élite se caractérisait par l’utilisation de mots étrangers non intégrés à la langue. En roumain, par exemple, à l’époque des princes régnants phanariotes (XVIIIe siècle, début du XIXe siècle), c’étaient des mots grecs, plus tard, comme un corollaire de l’ouverture vers l’Occident – des mots français plus ou moins déformés, ex. demoiselle, bonjour, bonsoir, charmant, toujours, merci. Parmi ceux-ci, le registre de langue familier a gardé mersi « merci ».
En hongrois aussi il y avait un jargon des catégories de l’élite et de la petite bourgeoisie qui cherchait à les imiter, caractérisé également par des mots étrangers, allemands et français, ex. snájdig « beau, élégant » (cf. (de) schneidig), hercig « jolie » (cf. (de) herzig), gáláns (cf. (fr) galant), rúzs (cf. (fr) « rouge (à lèvres »). Ce dernier mot est toujours actuel dans le registre courant.
Le jargon de la noblesse russe du XIXe siècle se caractérisait également par l’emploi fréquent de mots français.
Les spécialistes d’un domaine ou d’un autre ont eux aussi leur jargon, qu’ils emploient normalement en communiquant entre eux, et que les profanes ne comprennent pas. Il arrive qu’ils parlent de leur domaine à des non-initiés aussi et que ceux-ci ne les comprennent pas, non parce que telle est l’intention du locuteur, mais parce que celui-ci ne sait pas adapter son discours à ses destinataires. Il peut aussi s’agir d’un jargon de spécialité utilisé avec l’intention qu’il ne soit pas compris ou pour masquer la réalité. C’est parfois le cas du langage des politiciens, appelé « langue de bois », ou du langage de la propagande.
Si les autres jargons ne diffèrent de la langue commune que par leur vocabulaire, les langages scientifiques et techniques, qui ont aussi un aspect écrit, se caractérisent, du moins en principe, par d’autres traits aussi, y compris grammaticaux et discursifs, tels la précision de l’expression, l’évitement de la synonymie, le style nominal (emploi fréquent de noms dérivés de verbes plutôt que de verbes), l’utilisation fréquente de constructions impersonnelles, la cohérence et la cohésion du discours oral et écrit, etc.,.
Les jargons des locuteurs unis par certains passe-temps (pêcheurs, chasseurs, etc.) diffèrent de ceux scientifiques et techniques par l’absence des traits ci-dessus et par le plaisir d’employer des expressions spécifiques, ainsi que par la fonction d’affirmation de l’appartenance au groupe en cause.
Certains jargons de spécialité se caractérisent par le mélange, dans la parole, de la terminologie utilisée dans des ouvrages de spécialité avec des mots employés seulement dans la parole. Par exemple, un informaticien français écrit ordinateur dans un ouvrage de spécialité, mais en parlant avec un collègue, il dit bécane, babasse ou chiotte. De même, un spécialiste hongrois en construction écrit betonadalék « granulat pour béton », mais en parlant sur un chantier, il dit sóder « gravier mélangé de sable ».
Les jargons sont principalement des variétés orales, sauf les langages scientifiques et techniques, qui sont écrits aussi, mais depuis qu’il y a internet, il existe également des jargons seulement écrits, comme le jargon du clavardage, de certains forums de discussion ou de Wikipédia.
Les jargons se distinguent de la langue commune par leurs vocabulaires spécifiques, mais leurs systèmes phonologique et grammatical ne diffèrent pas essentiellement de ceux de la langue en général. Si l’on considère comme des jargons tous les langages mentionnées ici, tels jargons diffèrent de tels autres par les registres de langue dont ils sont proches. Ainsi, par exemple, l’aspect écrit des langages de spécialité a le système grammatical et discursif des registres courant ou soutenu, avec certaines spécificités,, et les langages oraux des professions, métiers, occupations et passe-temps sont proches des registres populaire ou familier, comme les argots, par leur système grammatical et leurs procédés de formation des mots.

### Jargon juridique
Le langage juridique est souvent cité comme un exemple emblématique de jargon professionnel. Les phénomènes analysés varient toutefois selon les langues : par exemple, le passif est beaucoup plus fréquent en anglais qu’en français, ce qui influence la complexité syntaxiques observée dans les études comparatives. Il se caractérise par l’usage de termes spécialisés (par exemple obligation in solidum, présomption simple, (astreinte) et de tournures propres à la pratique du droit. Toutefois, plusieurs études, ont montré que ce n’est pas tant le vocabulaire technique qui rend les textes juridiques difficiles à comprendre pour les non-spécialistes, mais surtout la complexité syntaxique et stylistique de ces textes.
Parmi les obstacles majeurs figurent :
- les phrases longues avec plusieurs subordonnées enchâssées,
- la voix passive fréquente,
- les nominalisations abondantes (prédominance de noms abstraits),
- le manque de connecteurs logiques explicites.

Ces choix linguistiques créent une forte densité informationnelle et compliquent le traitement cognitif, même pour des lecteurs expérimentés. Des études empiriques ont montré que la simplification syntaxique (phrases actives, langage courant, structures linéaires) améliore nettement la compréhension, sans altérer la précision juridique,,.
Dans le contexte néerlandais, Verburg parle d’un « paradoxe de la connaissance » : les juristes n’identifient plus la difficulté de leurs textes, car ils accèdent directement au sens sous-jacent. Cette dissociation entre auteur expert et lecteur profane explique en  partie la persistance d’un style peu accessible.